# NGC 383
NGC 383 är en elliptisk dubbelradiogalax med ett kvasarliknande utseende belägen i stjärnbilden Fiskarna. Den upptäcktes den 12 september 1784 av William Herschel. Galaxen är listad som Arp 331 i Halton Arps Atlas of Peculiar Galaxies.
Nyligen genomförda upptäckter av National Radio Astronomy Observatory år 2006 visar att NGC 383 delas i två delar av relativistiska jetstrålar med hög energi som rör sig med relativt höga andelar av ljusets hastighet. De relativistiska elektronerna i jetstrålarna detekteras som synkrotronstrålning i röntgen- och radiovåglängderna. Fokus för denna intensiva energi är det galaktiska centrumet i NGC 383. De relativistiska elektronstrålarna som noteras som synkrotronstrålning sträcker sig över flera tusen parsec och verkar sedan försvinna i ändarna i form av serpentiner eller filament.
Det finns fyra andra närliggande galaxer NGC 379, NGC 380, NGC 385 och NGC 384 som misstänks vara nära förknippade med NGC 383, liksom flera andra galaxer på relativt nära avstånd.
Två supernovor har observerats i NGC 383:
SN 2015ar (typ Ia, mag. 18 8) upptäcktes av E. Conseil och G. Arlic den 11 november 2015.
SN 2017hle (typ Ia, mag. 18) upptäcktes av Xingming Observatory Sky Survey (XOSS) den 18 oktober 2017.

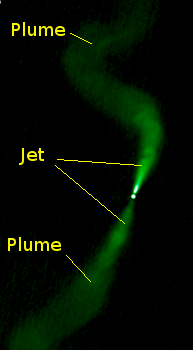
Två jetstrålar kommer från 3C 31